# Rambla (Sabadell)
|  | Per a altres significats, vegeu «La Rambla (desambiguació)». |

La Rambla és un vial urbà que discorre pel barri Centre de Sabadell entre la plaça del Doctor Robert i la Gran Via, anomenada carrer de Latorre en aquell tram. Fa una llargada d'uns 790 metres i una amplada que varia dels 14 als 20 metres. Té voreres amples a ambdós costats i la calçada central és de dues direccions. Al llarg del vial hi ha plantades fileres de plàtans a les voreres, a més d'haver-hi bancs, testos i fanals. Es tracta de l'espai urbà més significatiu de la ciutat i forma part del patrimoni monumental inclòs en l'Inventari del Patrimoni Arquitectònic Català.

## Història
La Rambla de Sabadell es va crear cap al 1840 a conseqüència de la urbanització del camí de Barcelona, el qual ja apareix traçat el segle xii. El 1841 l'Ajuntament fixa que l'amplada de la Rambla serà de 80 pams (uns 16 metres) i d'alineació recta tot rectificant, en cas que calgués, l'antic camí. Així, quan es va fixar l'alineació recta, la part d'orient ja construïda conservà el perfil de l'antic camí. Els acords definitius per definir el nou passeig són presos per l'alcalde Pere Turull i Sallent el 1846 quan compra els terrenys del Filadó d'en Mañosa, situats al cantó de ponent, per 450 lliures per tal de regularitzar-ne la primera part. El 1847 s'efectua el primer eixample a la ciutat, anomenat Pla Josep Oriol Bernadet, el qual urbanitza en quadrícula la banda de llevant de la Rambla i al cap de dos anys, el 1849 es fa el segon eixample, anomenat Pla Daniel Molina, a la banda de ponent de la Rambla. D'aquesta manera la Rambla esdevé l'eix viari vertebrador de Sabadell. L'any 1873 es va urbanitzar i el 1928, per iniciativa d'Enric Sarradell i Pascual, s'hi suprimeix el passeig central i es converteix en bulevard, tal com és actualment.

## Patrimoni monumental

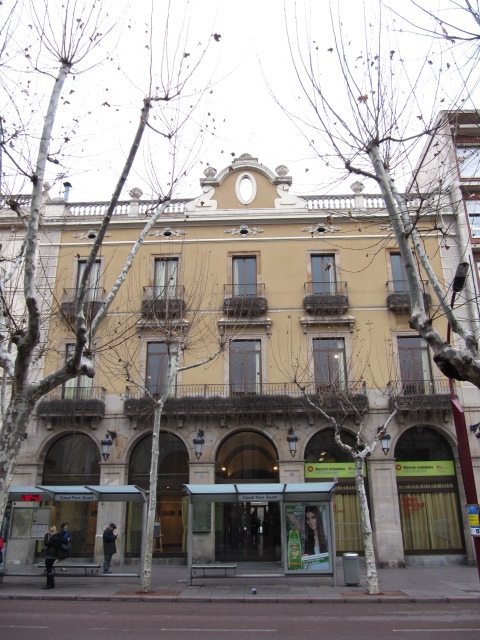
Casal Pere Quart, antiga residència de la família del poeta Pere Quart.

La Rambla, a més d'estar catalogada si mateixa com a patrimoni monumental, té 22 elements de patrimoni monumental inclosos en la llista de monuments de Sabadell de l'Inventari del Patrimoni Arquitectònic de la Generalitat de Catalunya. Ordenats de nord a sud són:
| - Restaurant Euterpe, c. de St. Antoni M. Claret (derruït) - Habitatges d'en Mateu Brujas, 9-11 - Hotel Espanya, 22-24 - Farmàcia Masvidal, 26 - Telefònica, c. de la República (fins al 2016, Alfons XIII) - Casa Armengol, 30 - Font de la Rambla Els Nanos 1, c. del Jardí - Casal Pere Quart, 67-71 - Casa d'Enric Turull, 80-82 - Rengle d'habitatges a la Rambla, 84-112 - Casa Marcet, 101 | - Edifici Morral, 109 - Font de la Rambla Els Nanos 2, C. Gurrea - Casa Cirera, 143-151 - Casa Mató, 153 - Casa Isidre Fochs, 155-157 - Despatx Cascon, c. de Bosch i Cardellach - Església de la Santíssima Trinitat, c. de Zurbano - Cinema Imperial, 201 (derruït, rèplica construïda) - Casa Bartolomé Guasch, 223-225 - Despatx Gorina, 245 - Torre Gorina, 247 |

## Transport

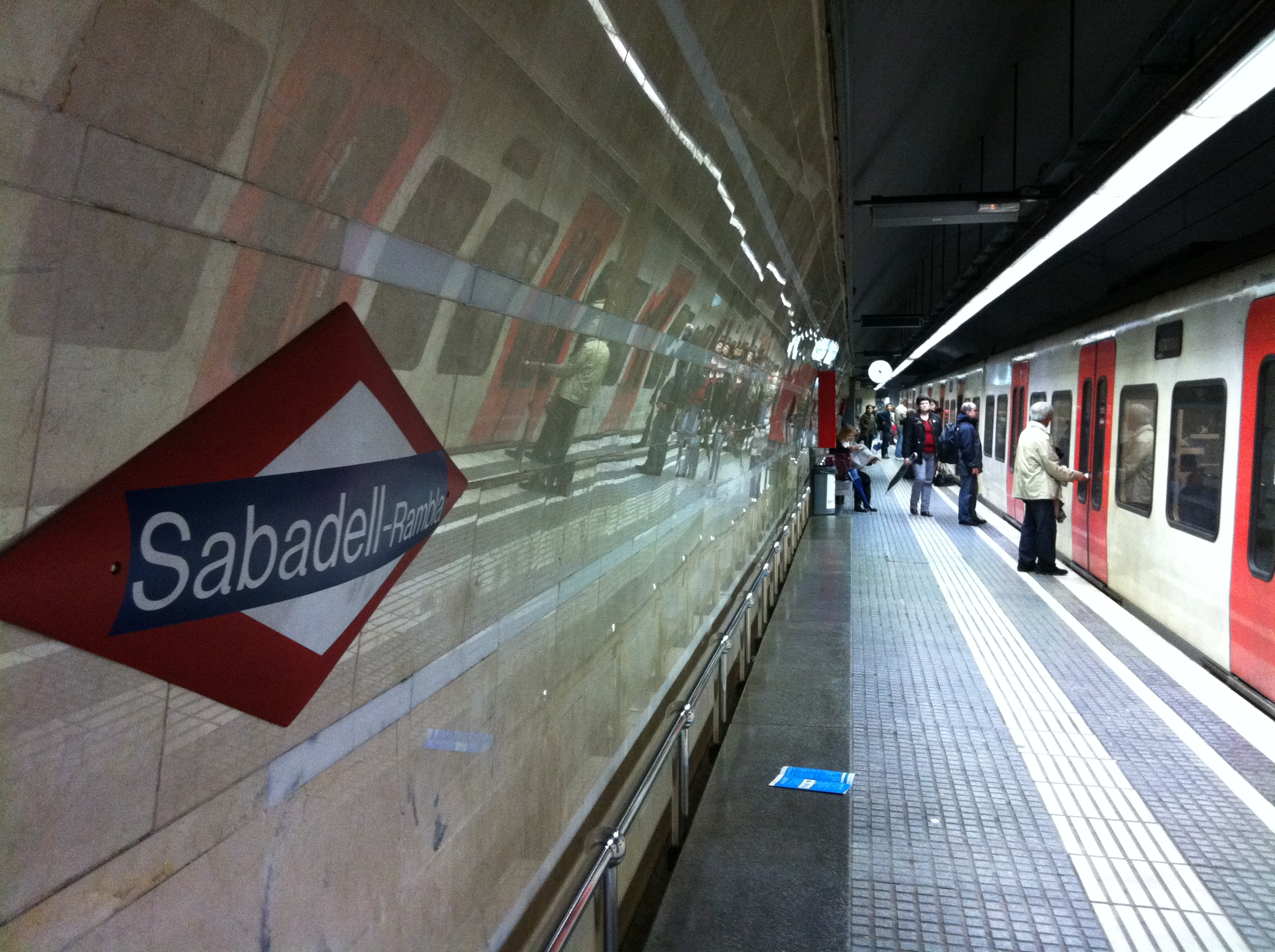
Andana de l'antiga estació de Sabadell-Rambla

### Autobús
Per la Rambla hi circulen nou línies del servei d'autobusos de l'empresa de transport públic Transports Urbans de Sabadell. D'aquestes nou línies, cinc hi passen en la totalitat de la Rambla –L1, L2, L3, L11, L80– i les altres quatre –L4, L5, L44, L55– només transiten per la primera cantonada, situada entre el carrers de Sant Antoni Maria Claret i de la República, que és per on giren. Aquestes cinc línies que passen de dalt a baix de la Rambla s'aturen en quatre parades d'autobús. Hi ha dues parades a cada vorera: dues estan situades entre els carrers d'Àngel Guimerà i de les Planes i les parades es diuen Casal Pere Quart, ja que és just on es troba aquest centre cultural. Les altres dues parades són entre els carrers de Cervantes i de Zurbano i simplement s'anomenen Rambla.

### Tren
A pocs metres de la cantonada del carrer de la República amb la Rambla hi ha l'estació de tren Sabadell-Rambla, operada per Ferrocarrils de la Generalitat de Catalunya (FGC). Al setembre de 2016, l'estació va deixar de donar servei a causa del seu trasllat a l'estació de Sabadell Plaça Major, situada a uns 200 metres d'aquesta, en el marc del perllongament de la línia d'FGC a Sabadell. Per tal que no quedés en desús, l'antiga estació Sabadell-Rambla es convertí en un centre de formació ferroviària a finals de 2017.

## Galeria d'imatges

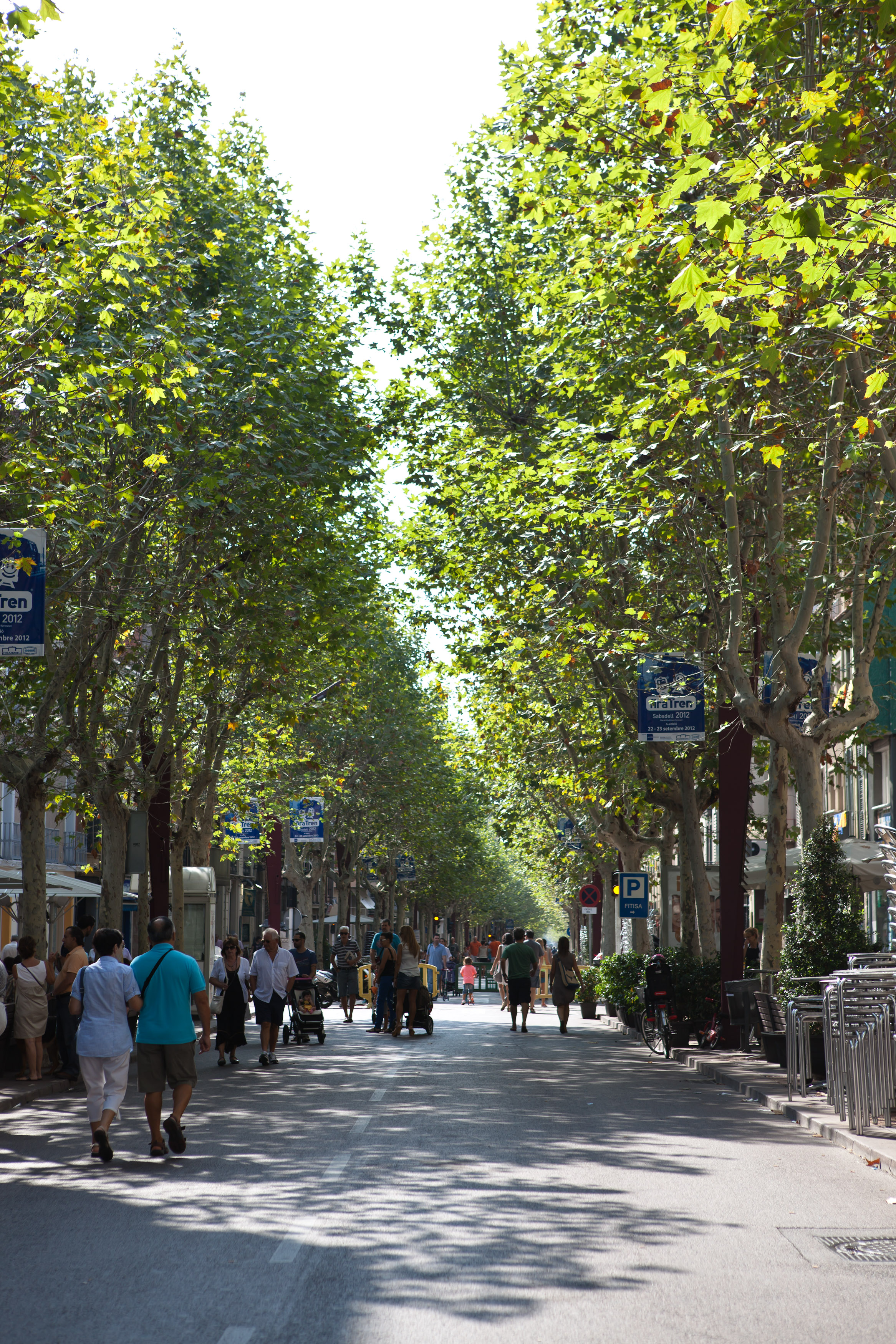
La Rambla un dia festiu
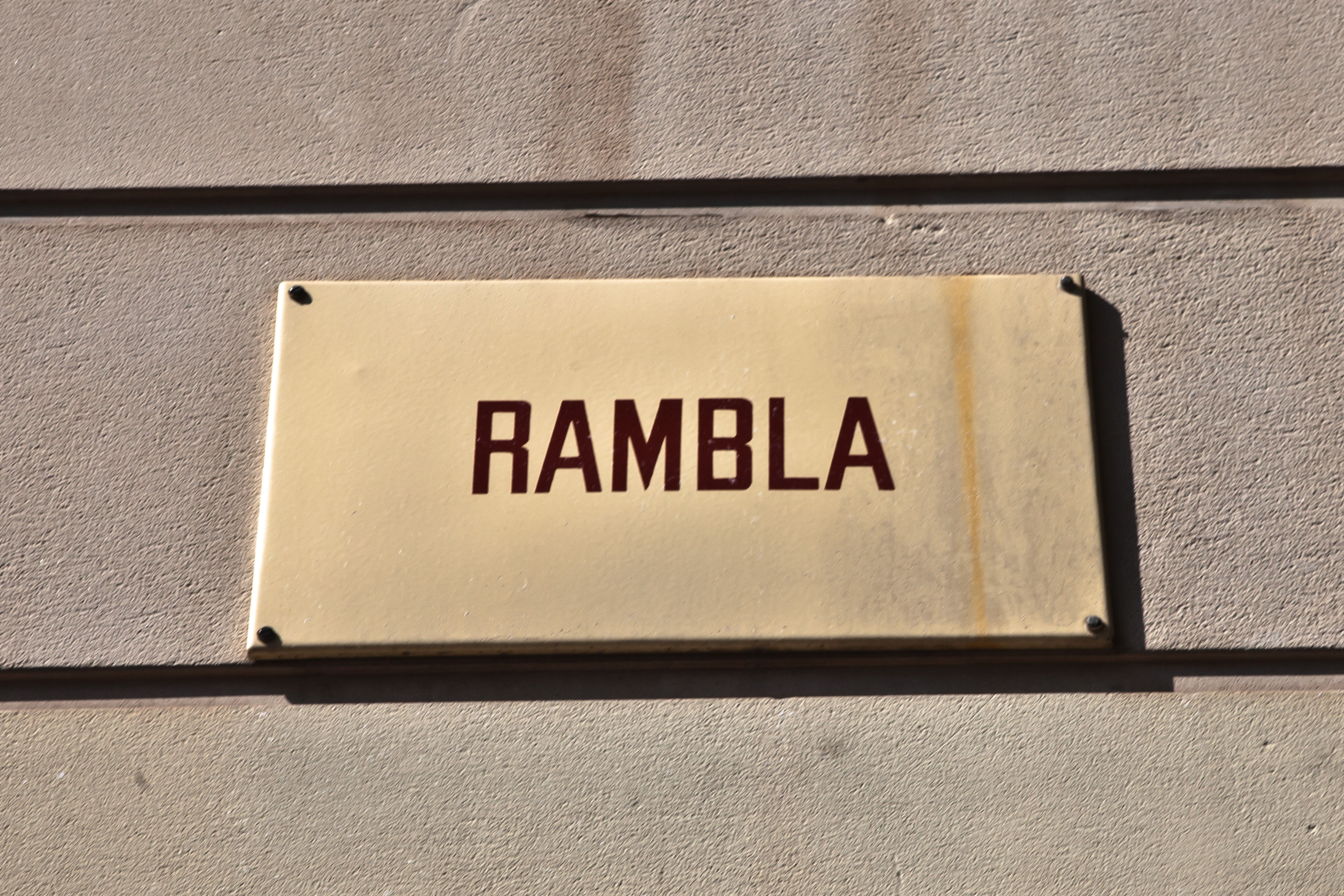
Cartell de la Rambla
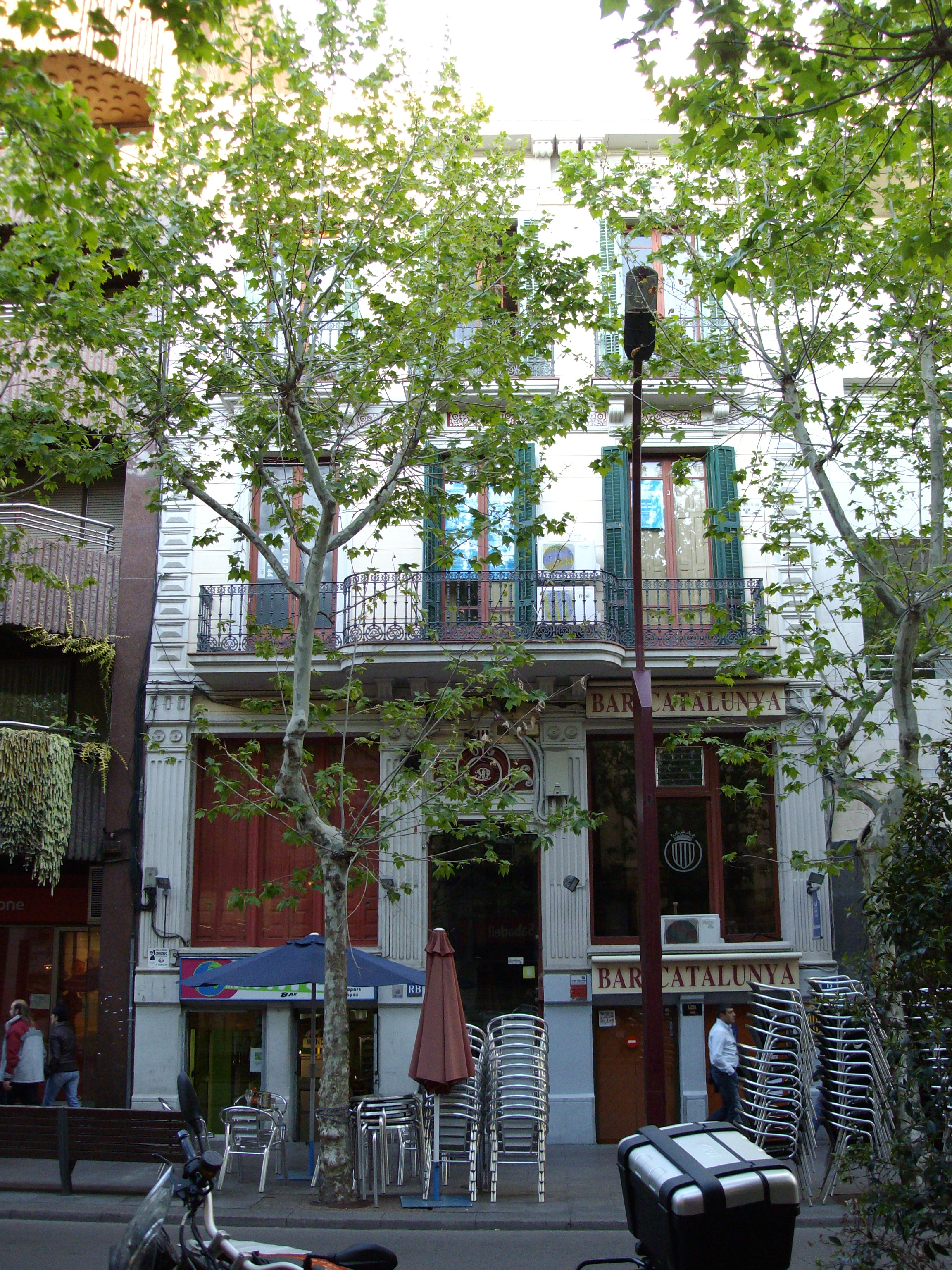
Habitatges d'en Mateu Brujas
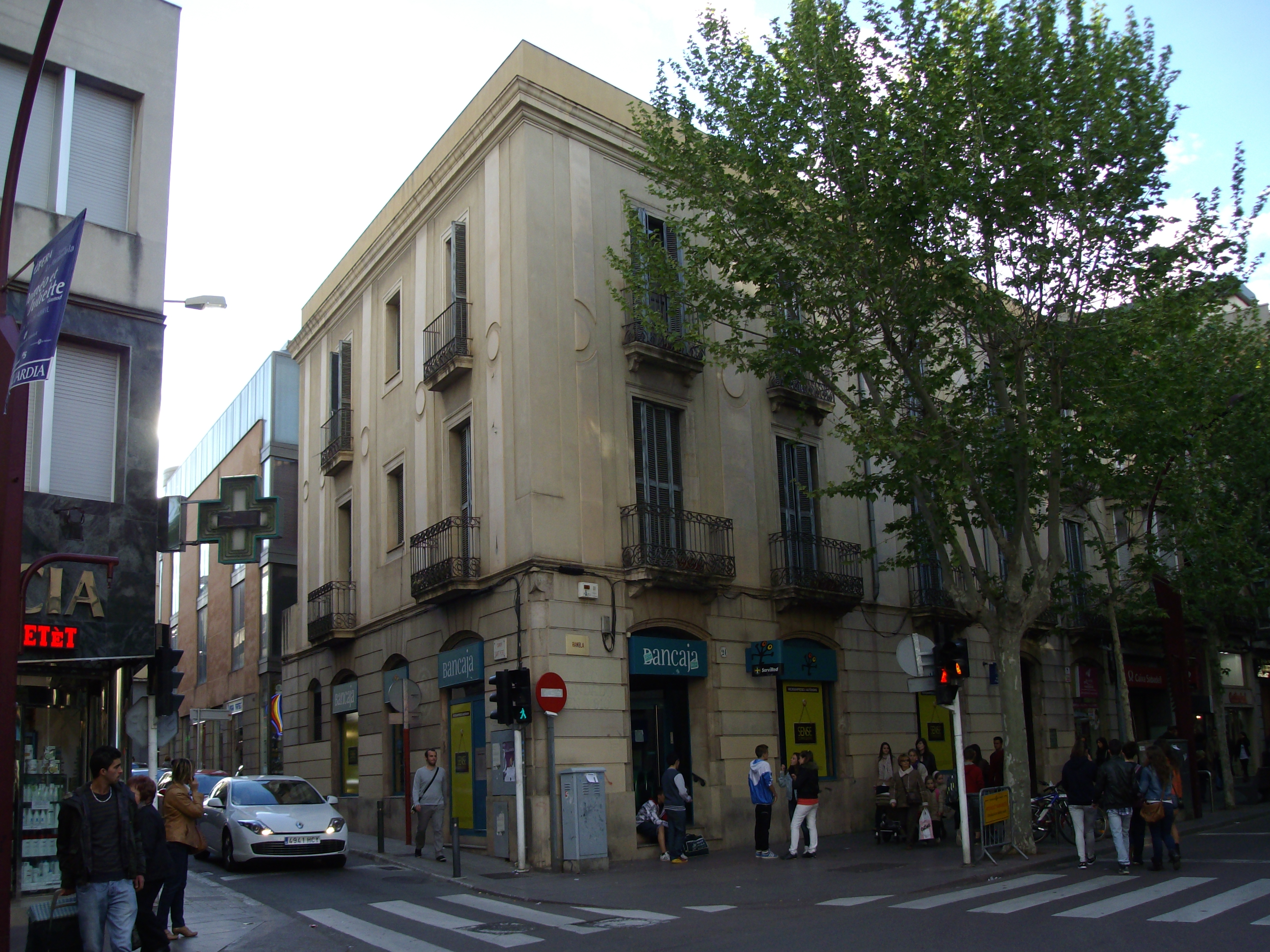
Hotel Espanya
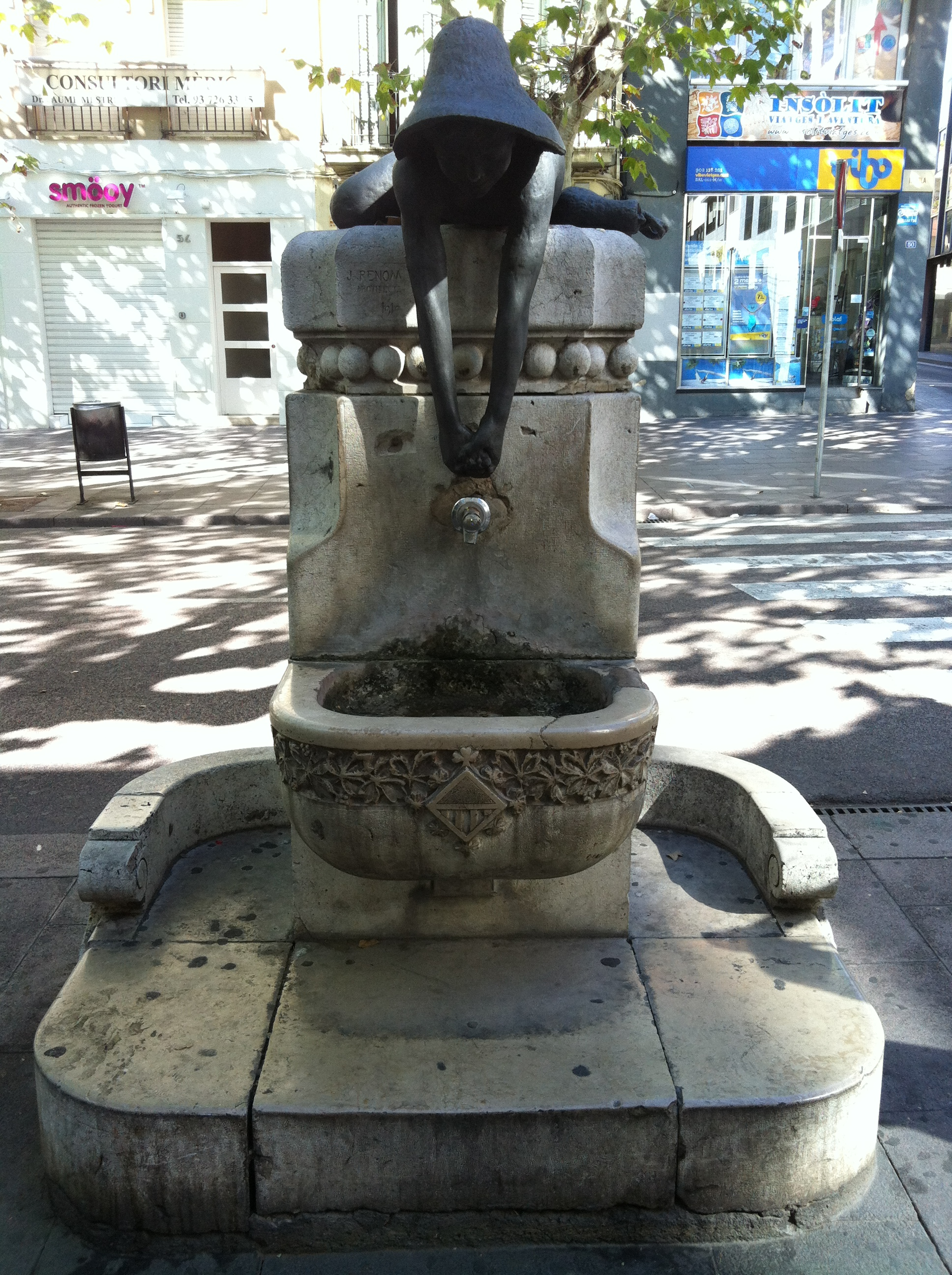
Els Nanus 1, font de la Rambla
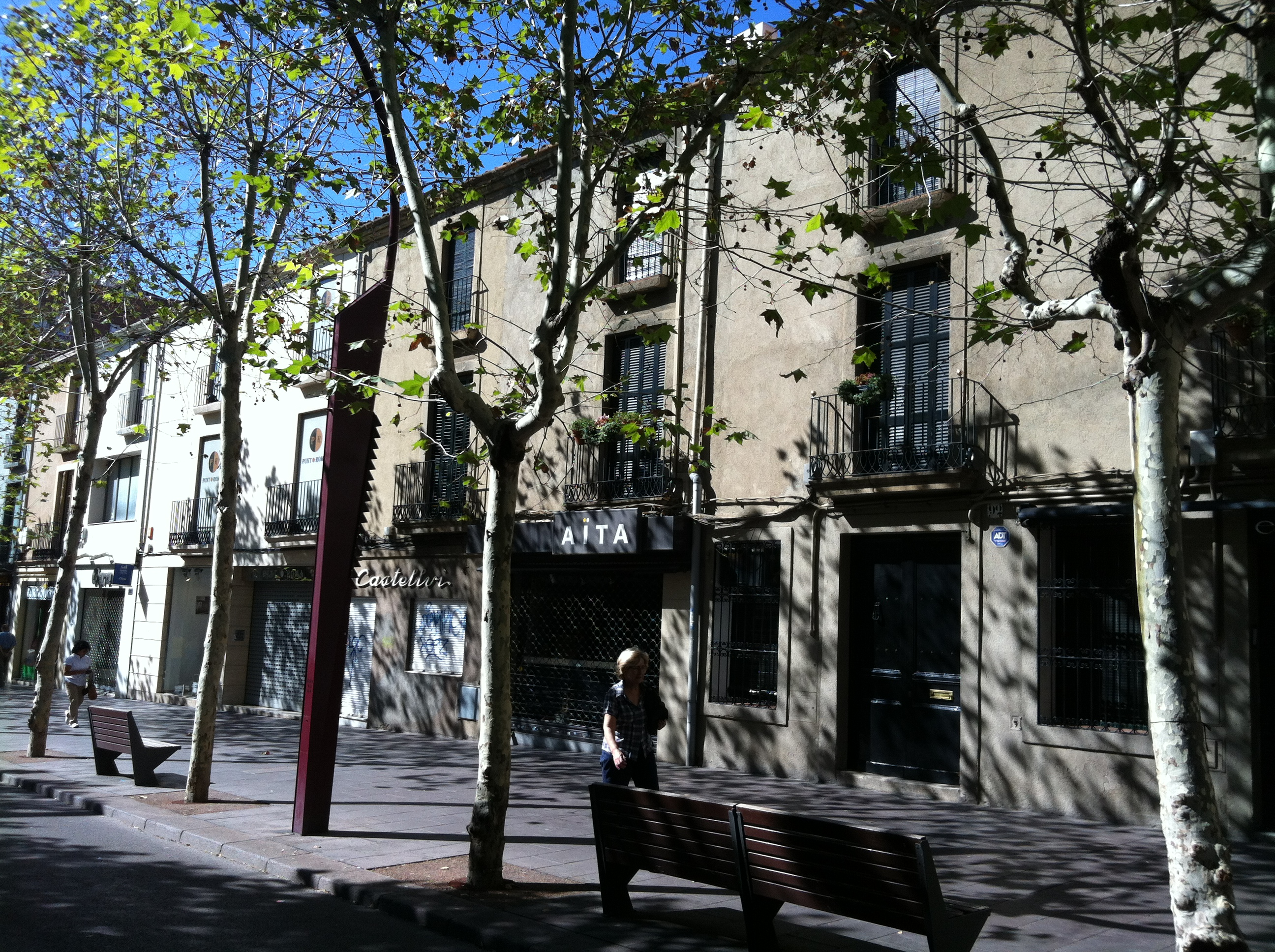
Rengle d'habitatges a la Rambla, 84-112
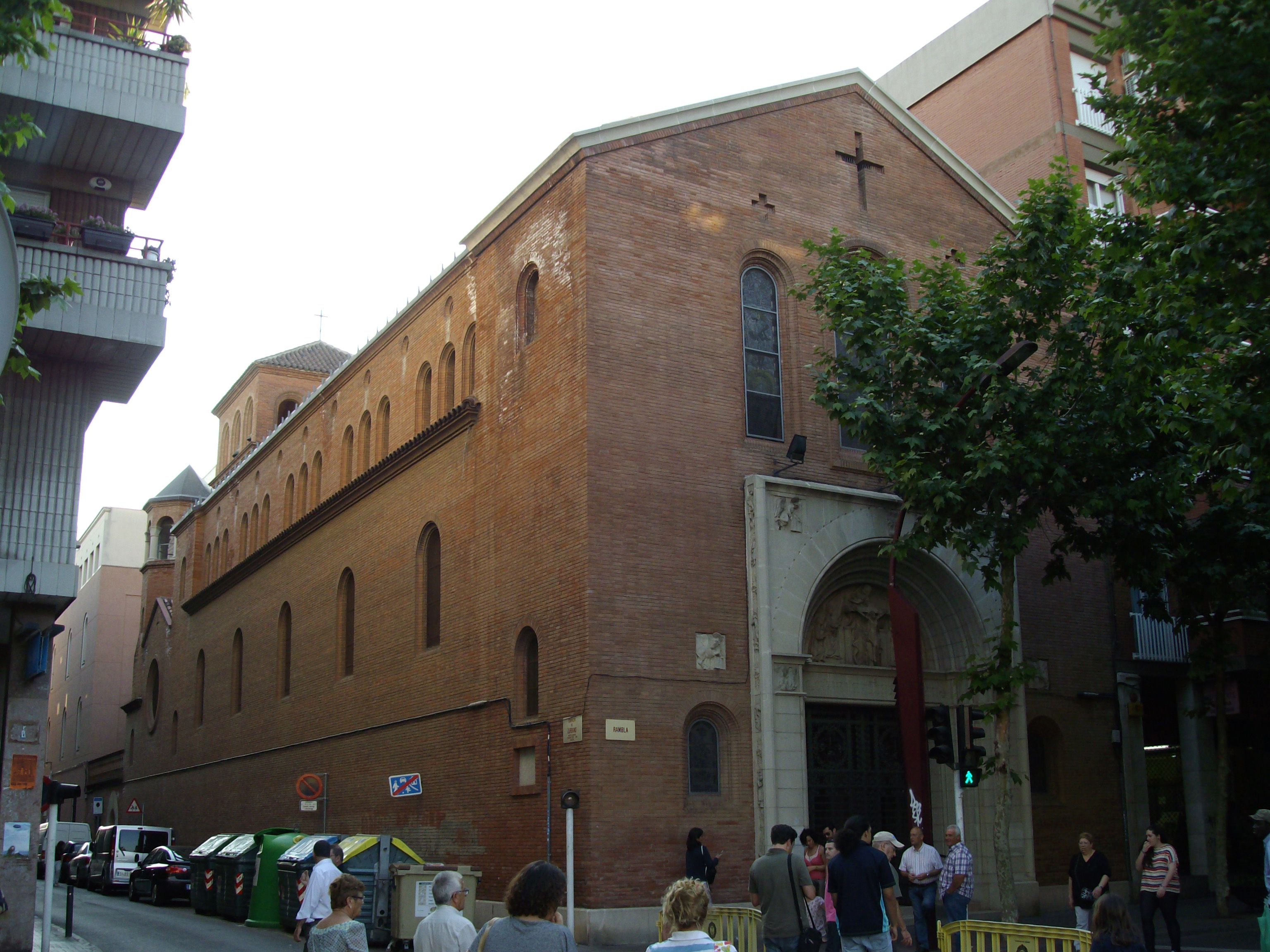
Església de la Santíssima Trinitat
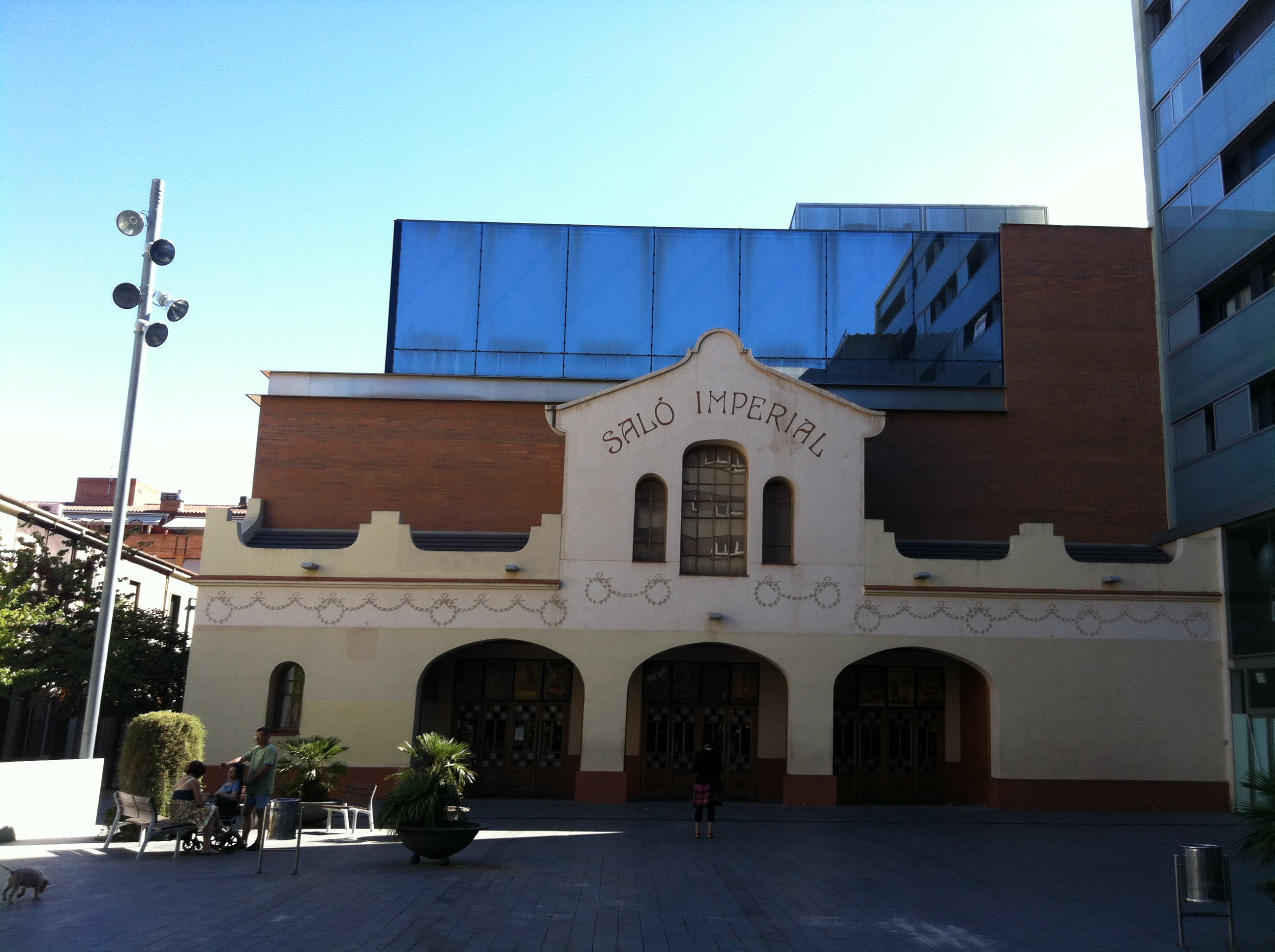
Cinema Imperial
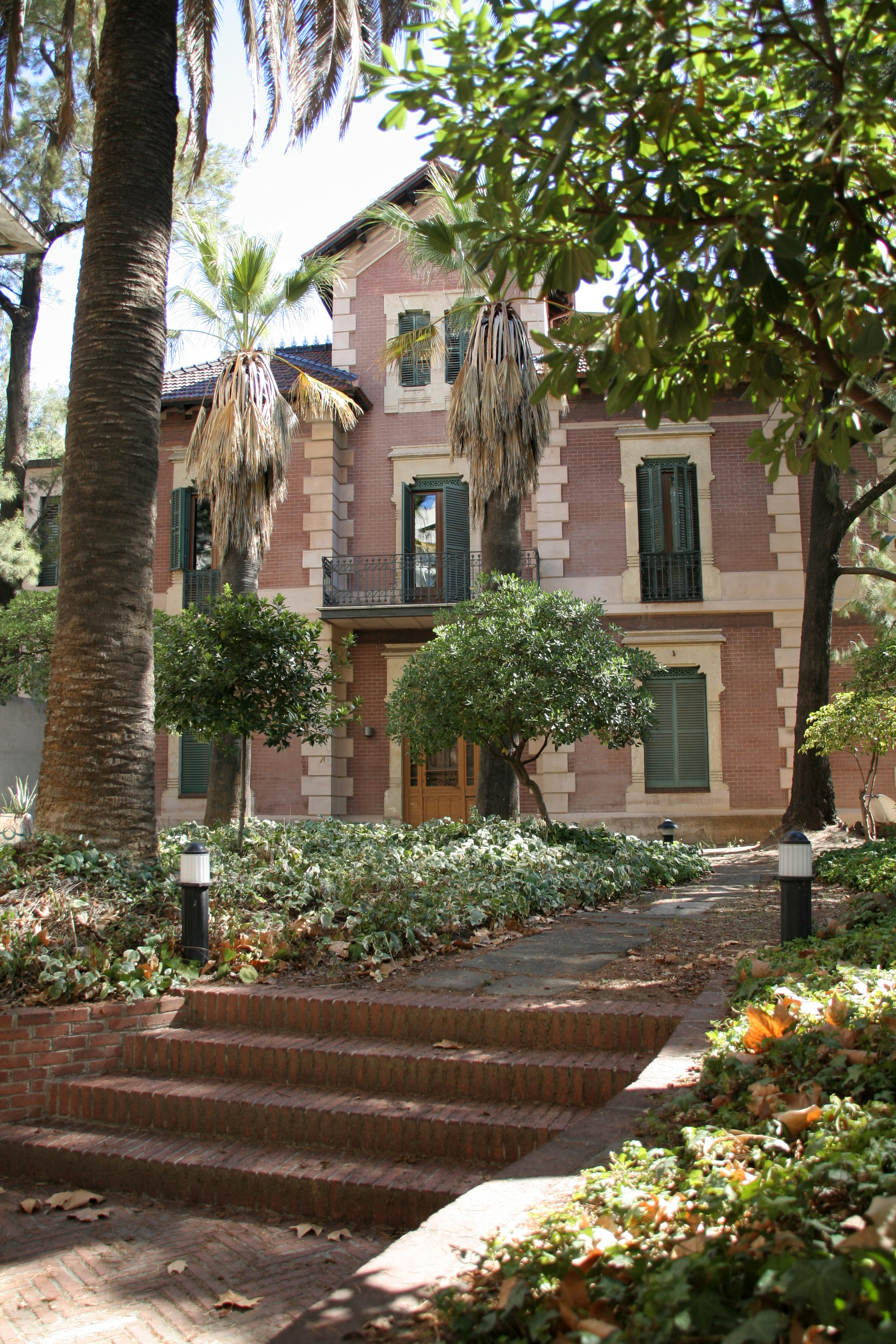
Torre Gorina